# Ferdinando Galiani
Ferdinando Galiani   (Chieti, 2 de desembre de 1728 - Nàpols, 30 d'octubre de 1787) va ser un economista italià, una de les principals figures italianes de la Il·lustració. Friedrich Nietzsche es va referir a ell com «una intel·ligència més exigent i refinada», així com «... l'home més profund, agut i potser també el més repugnant del seu segle».

## Biografia
Nascut a Chieti el 1728 d'una família originària de Lucera, va ser educat acuradament pel seu oncle, el Monsenyor Celestino Galiani, a Nàpols i Roma per poder entrar a l'església. Galiani va destacar des del principi com a economista, i encara més com a enginyós.
Als vint-i-dos anys, després de rebre encàrrecs, havia produït dues obres amb les quals el seu nom es va fer molt conegut molt més enllà dels límits de Nàpols.
En el seu primer llibre, Della Moneta (De la Moneda), un tractat publicat l'any 1751 en cinc volums, va anticipar algunes tesis de l'utilitarisme, enunciava una teoria sobre el valor econòmic dels béns identificant una estreta relació entre la quantitat i la qualitat del treball, els temps de producció, la utilitat i la raresa del producte. A més, va ser una disquisició sobre l'encunyació en la qual es mostra un ferm partidari del mercantilisme, tracta molts aspectes de la qüestió del canvi, però sempre amb una referència especial a l'estat de confusió que presentava aleshores el sistema monetari del Govern napolità. L'altra obra, Raccolta a Morte del Boia (Recollida a la mort del botxí), va consolidar la seva fama com a humorista, i va tenir una gran popularitat en els cercles literaris italians a finals del segle xviii. En aquest volum, Galiani parodiava, en una sèrie de discursos sobre la mort del botxí públic, els estils dels escriptors napolitans de l'època.
Els coneixements polítics i les qualitats socials de Galiani van cridar l'atenció del rei Carles de Nàpols i Sicília (després Carles III d'Espanya) i del seu ministre liberal Bernardo Tanucci, i el 1759 Galiani va ser nomenat secretari de l'ambaixada napolitana a París, càrrec que va ocupar durant deu anys. A França començà a freqüentar els salons literaris, establint relacions amb Madame d'Épinay i Denis Diderot, i s'apropà a les teories fisiocràtiques. Tanmateix aviat se n'allunyà i el 1770 publicà Dialogues sur le commerce des bleds (Diàlegs sobre el comerç del blat) en què, contra el liberalisme indiscriminat, donava suport el caràcter relatiu de les institucions econòmiques i la necessitat de tenir en compte les particularitats històriques, socials i ambientals dels diferents països. El seu esperit va impressionar els parisencs fins a tal punt que Mme. de Choiseul va dir: «Els francesos no tenim més que el canvi d'esperit, a Nàpols tenen lingots».
Els contactes amb el cartògraf Giovanni Antonio Rizzi Zannoni van ser molt importants. Galiani havia trobat un grup de pergamins, relatius al Regne de Nàpols i Sicília, fets per dibuixar per Alfons I a mitjan segle xv i després traslladats a França per Carles VIII a finals d'aquell mateix segle, probablement derivats d'enquestes censals. Aquests pergamins, copiats en secret per Galiani, van permetre a Rizzi Zanoni compondre el Mapa geogràfic de Sicília abans o ambdós del Regne de Nàpols, en quatre fulls (1769).
Quan va tornar a Nàpols va ser nomenat Conseller del Tribunal de Comerç, i el 1777 Administrador dels dominis reials. Es diu que, tornant a Itàlia, va veure el sepulcre d'Algarotti a Pisa, on hi havia escrit un «Algarottus, sed non omnis» (Algarotti, però no tothom) horacià; va dir que li semblava un epitafi més per a un castrat que per a un erudit. Un cop a Nàpols, també es dedicà als estudis de lingüística (publicà un tractat sobre la llengua napolitana i un vocabulari, que va sortir pòstumament l'any 1779) i va escriure el llibret per a òpera Il Socrate immaginario, musicada per Giovanni Paisiello. D'aquesta època es remunten les seves cartes a Mme. d'Épinay, que es reimprimeixen a França. També va escriure diversos pamflets humorístics, que va signar amb el nom d'Onofria Galeota, personatge conegut a Nàpols d'aquells anys; almenys un d'aquests se li ha atribuït amb certesa: Spaventosissima descrizione dello spaventoso spavento che ci spaventò tutti coll'eruzione del Vesuvio (Una descripció molt aterridora del terror aterrador que ens va espantar a tots amb l'erupció del Vesuvi).

## Obra
Els treballs publicats de Galiani se centren tant en l'àrea de les humanitats com de les ciències socials. Va deixar un gran nombre de cartes que no només són d'interès biogràfic sinó que també són importants per la descripció que fan sobre les característiques socials, econòmiques i polítiques de l'Europa del segle xviii.
La seva reputació econòmica es va deure principalment al seu llibre escrit en francès i publicat l'any 1769 a París, és a dir, els seus Dialogues sur le commerce des bleds (Diàlegs sobre el comerç del blat). Aquesta obra, pel seu estil lleuger i agradable, i el seu enginy vivaç, va encantar a Voltaire, qui la va descriure com un encreuament entre Plató i Molière. L'autor, diu Giuseppe Pecchio, va tractar el seu tema àrid com Fontenelle va fer dels vòrtexs de Descartes, o Algarotti del sistema newtonià del món. La qüestió dels seus temes era la de la llibertat del comerç del blat de moro, aleshores molt agitat, i, en particular, la política de l'edicte reial de 1764, que permetia l'exportació de gra mentre el preu no hagués arribat a un cert nivell. El principi general que sosté és que el millor sistema pel que fa a aquest comerç és no tenir cap sistema; països en circumstàncies diferents requerien, segons ell, diferents maneres de tractament. De manera semblant a Voltaire i fins i tot a Pietro Verri, va sostenir que un país no pot guanyar sense que un altre perdés, i en el seu tractat anterior va defensar l'acció dels governs en degradar la moneda. Fins a la seva mort a Nàpols, Galiani va mantenir una correspondència amb els seus antics amics parisencs, sobretot amb Louise d'Épinay, que es va publicar el 1818.

## Principals obres
- Galiani, Ferdinando. Della moneta (en italià).  Nàpols: Giuseppe Raimondi, 1750. (cinc volums)
- Galiani, Ferdinando. Dialogues sur le commerce des bleds (en italià), 1770.
- Galiani, Ferdinando. Il Socrate immaginario, Commedia per musica, rappresentata nel Teatro Nuovo sopra Toledo, nell'autunno dell'anno 1775, con musica del signor d. Giovanni Paisiello (en italià), 1775.
- Galiani, Ferdinando. Del Dialetto napoletano, Deus nobis haec otia fecit (en italià).  Nàpols: Vincenzo Vocola, impressore di S. M. (D.G.), 1779.
- Galiani, Ferdinando. Dei doveri dei principi neutrali verso i principi guerreggianti e di questi verso i neutrali (en italià), 1782. (dos volums)

### Della moneta(1750)

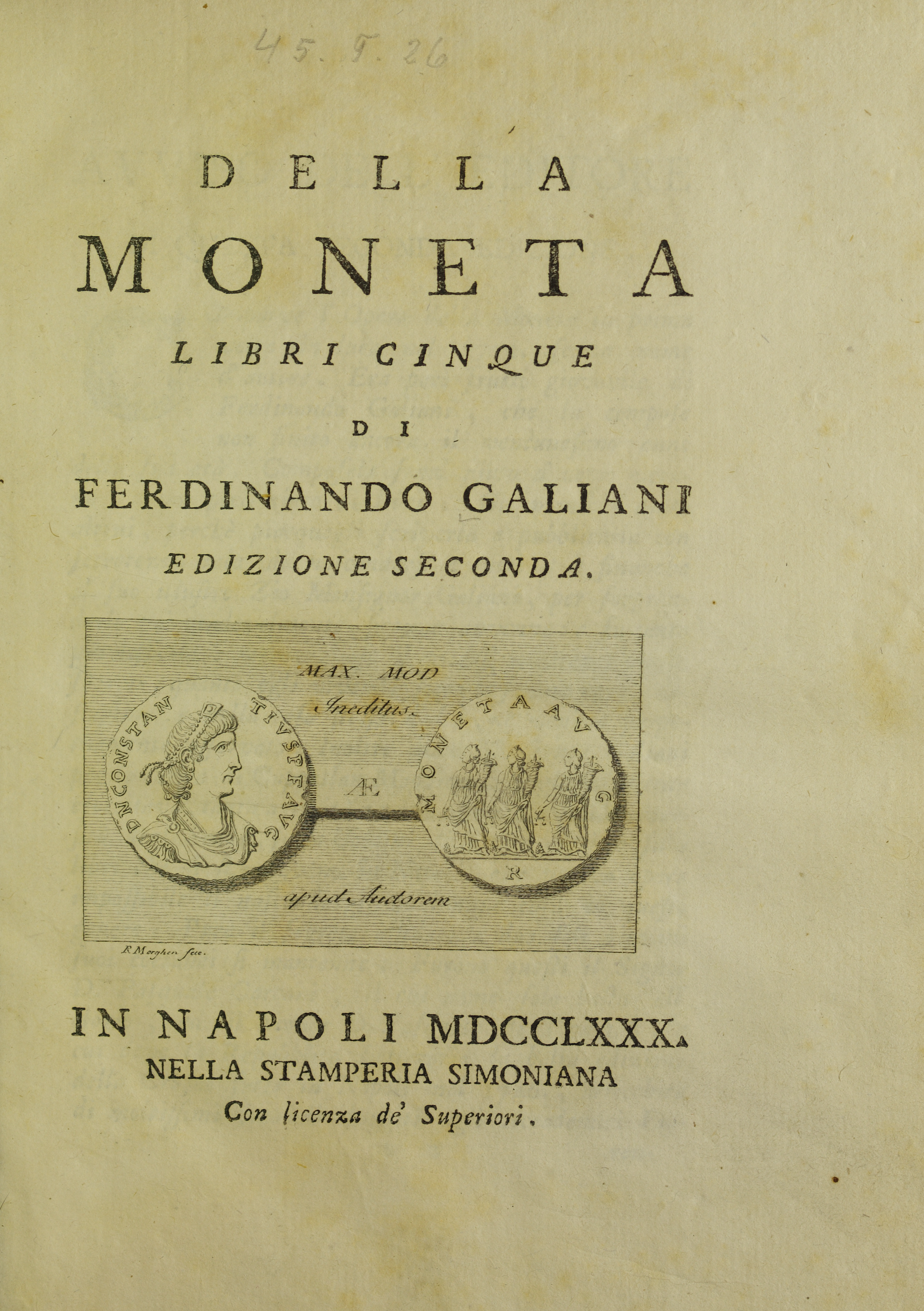
Della moneta, 1780

El 1751, quan encara era estudiant, Galiani va escriure un llibre titulat Della moneta que va intervenir en el debat napolità sobre la reforma econòmica. En aquest llibre, va parlar de política financera i va donar opinions sobre com desenvolupar l'economia napolitana. Al mateix temps, va proposar una teoria del valor basada en la utilitat i l'escassetat; aquesta profunditat de pensament sobre el valor econòmic no es tornaria a veure fins que es desenvolupen discussions sobre la utilitat marginal a la dècada del 1870. A més, el tracte de Galiani mostrava idees mercantilistes convencionals i algunes de les seves recomanacions van ser adoptades pel govern napolità.
L'obra, presentada de manera anònima, comença amb una dedicatòria al rei Carles, rei de Nàpols i Sicília, on l'autor expressa l'agraïment al sobirà per la seva capacitat per governar i gestionar la moneda. També destaca la voluntat de presentar els principis de la ciència dels diners, això és perquè ell, com es desprèn del prefaci, sempre ha cregut que cap dels autors interessats en l'economia havia intentat mai investigar la regulació dels diners. Galiani proposa aprofundir sobre aquesta «ciència» presentant-nos quin és l'origen dels diners i, posteriorment, la seva naturalesa. El treball introdueix el concepte de «diner mercaderia», però en concret es proposa una teoria del valor, que descriu els principis en què es basa: la utilitat, la raresa i l'esforç per produir-los, destacats en el text com «la fatiga», necessària per atribuir valor econòmic als béns. No obstant això, el tema principal de Della Moneta és l'anàlisi dels efectes dels diners com «pujar i baixar». Galiani ens explica que tot i que l'home busca l'estabilitat en els diners, és variable i, per tant, està subjecte a aquestes influències. En particular, presta atenció al primer dels dos efectes, exposat en el tercer dels cinc llibres del qual està formada l'obra, aportant-nos una definició i anàlisi de la seva naturalesa i dels efectes positius i negatius que provoca.
El capítol 1 del Llibre I presenta la història dels diners així com l'ascens i la caiguda dels estats a l'antiguitat i als temps moderns. Mitjançant exemples històrics, Galiani va il·lustrar la seva idea que el comerç va ser descuidat pels governants polítics al llarg de tota la història de la humanitat. Els estats podien enriquir-se i créixer amb la conquesta; tanmateix, no podien augmentar el seu poder, territori i riquesa sense comerç. En el capítol central del llibre, Galiani va explicar que el valor dels diners en qualsevol moment del temps derivava de principis que formaven part de la pròpia naturalesa humana. Definitivament, els diners no van ser una invenció humana pel qual la gent canviés deliberadament les societats on vivien. Els diners es generaven de manera natural a partir de la modificació gradual dels desitjos de les persones en idees socials de valor que inspiraven la interacció comercial. Els diners existeixen sense dependre de promeses, confiança o una altra capacitat moral d'autocontrol i els diners no es creen per un acord. Si es canviés aquesta situació, el comerç no podria ser el centre de les societats modernes.
A Della moneta, Galiani descrivia constantment els efectes de les accions humanes en termes de recompenses i càstigs providencials. Va utilitzar el terme «providència» per conciliar la dinàmica històrica del progrés comercial amb un conjunt de regles morals fixes que es trobaven al nucli d'una interacció humana reeixida. Galiani va presentar qualsevol acomiadament moralista de la formació de preus naturals i la recerca de beneficis interessats com a retrets a la manera com Déu volia que funcionessin les societats humanes. Els mecanismes providencials també van estar implicats en la història dels diners, l'ascens i la caiguda dels estats tant a l'antiguitat com a la modernitat i van regular el desenvolupament de les característiques culturals de les societats dominants al llarg del temps. Al llarg de la història, l'home ha remodelat constantment les creences fictícies morals, creant així les condicions mentals prèvies per a la societat comercial.

### Dialogues sur le commerce des bleds(1770)
Durant el període que va ser diplomàtic a París, Galiani va escriure Dialogues sur le commerce des bleds (Diàlegs sobre el comerç del blat), que va destacar la importància per a la regulació del comerç, un argument que s'oposava als fisiòcrates, que defensaven la llibertat total. Aquest llibre es va publicar l'any 1770 i Galiani va indicar en aquest llibre que hi ha rendiments creixents de la indústria manufacturera, i que els rendiments decreixents de l'agricultura i la riquesa d'una nació depèn de la fabricació i el comerç. Encara que va aprovar l'edicte de 1764 que liberalitzava el comerç de gra, Galiani va rebutjar gran part de l'anàlisi fisiocràtica, en particular la seva «teoria del valor de la terra». La seva obra de 1770 també va proporcionar una anàlisi força moderna de la balança de pagaments.
En els Dialogues sur le commerce des bleds, Galiani va descriure que el blat es pot veure en dos aspectes diferents. Les distincions entre dos aspectes diferents són importants: com a producte de la terra, el blat es pot considerar tant com un objecte de comerç com una part de la legislació econòmica. Com a producte de primera necessitat, el blat és símbol d'ordre social i pertany a l'administració. Tal com va dir Galiani d'una manera il·lustrada: «Tan aviat com el subministrament [de blat] és una preocupació de l'administració, ja no és un objecte de comerç». En conseqüència, «és cert que allò que és sensible i útil des d'un punt de vista, esdevé absurd i perjudicial des d'un altre».
Galiani creia que hi ha molts xocs a l'economia, que poden causar desequilibri i que es necessita molt de temps per restablir l'equilibri. Va agrair que calgués alguna cosa en comptes de la llei natural per afrontar el repte i els xocs. L'administració ha de fer front als «moviments sobtats» de l'economia, com ara l'escassetat del subministrament de blat. En altres paraules, el legislador no podia deixar de tenir en compte les limitacions de subsistència reals. En aquest sentit, el dèspota il·lustrat fisiòcrata que governava de manera coherent i independent dels assumptes econòmics d'acord amb les lleis naturals, no podia mantenir l'ordre social.

### Dei doveri dei principi neutrali(1782)
Dei doveri dei principi neutrali (Dels deures dels principis neutrals) es va publicar de manera anònima l'any 1782 sense cap indicació de l'editor i el lloc de producció (tot i que aquest últim és sens dubte Nàpols), Galiani va trigar un parell d'anys a redactar-la. Probablement l'obra va ser encarregada per Ferran IV o pel marquès della Sambuca. Es planteja la hipòtesi que el text en qüestió és un desenvolupament científic del Consell del Tribunal Suprem de Comerç de Nàpols en unir-se a la lliga de neutrals per part del regne Borbó.
En l'advertència, l'autor escriu que l'obra va ser «produïda per una ordre irresistible» i admet la imperfecció i la incompletitud de la seva escriptura.
El text es divideix en dos llibres: 
- el primer tracta dels deures dels neutrals (en particular pel que fa al comerç i les mercaderies de contraban), deduint-los dels principis de la moral i el dret;
- el segon tracta de les normes relatives de la Raó d'Estat.

Les dues parts tenen una llargada una mica diferent, probablement per la famosa «mandra» de l'autor o per la seva reticència cap a les màximes tractades en el segon llibre. Segons l'autor italià, el final de la guerra no és la venjança ni la massacre. L'objectiu final és treure a l'enemic «totes les maneres de resistir, però no la manera d'existir».

## Actitud davant els fisiòcrates
Galiani no només té una brillantor teòrica amb la seva idea de les lleis «naturals» en economia, sinó que també era un home pràctic, escèptic sobre l'abast de la teoria abstracta, sobretot quan l'acció era necessària i urgent. El van repel·lir les polítiques obertes que demanaven els fisiòcrates, que creia poc realistes, poc pràctiques i, en temps de crisi, francament perilloses.
Galiani no estava d'acord amb l'argument fisiocràtic que deia que per proporcionar un subministrament suficient de gra, n'hi ha prou amb establir un comerç totalment lliure. De fet, el comerç exterior va coincidir amb els fisiòcrates que el lliure comerç interior pot beneficiar l'economia. No obstant això, Galiani va utilitzar el cas de l'exportació per desafiar els fisiòcrates. En un moment dels Dialogues sur le commerce des bleds, fins i tot va afirmar: «Aquí no parlo de la llibertat interna de comerç... Parlem de comerç exterior» (Galiani 1770, 224-225). Mentre que els fisiòcrates defensaven la llibertat total tant a nivell nacional com internacional, Galiani creia que la llibertat interna era la primera prioritat. Tot i que no s'oposava totalment a l'exportació de gra, Galiani sovint va condemnar la llibertat fisiocràtica d'exportar gra. Precisament, va argumentar que el comerç exterior pot amenaçar la llibertat interna, perquè les províncies frontereres del regne poden trobar mercats estrangers més atractius que els nacionals. Per tant, mentre no hi hagi certesa sobre l'existència d'un excedent permanent, afirmava Galiani, la nació ha de concentrar els seus esforços en la circulació interna del gra.
Per a ell, els fisiòcrates eren un grup perillós d'homes poc pràctics amb idees equivocades. L'any 1768, quan França es va col·lapsar per la fam, els fisiòcrates encara demanaven «no-acció», murmurant sobre el seu ordre naturel i la gloriosa saviesa de Quesnay, qui va galvanitzar la seva pròpia aportació notable a l'oposició.

## Homenatges i reconeixements
- Se li va dedicar un asteroide, 11958 Galiani.

- El carrer principal de Chieti estava dedicat a Galiani, que més tard esdevingué Corso Marrucino el 1896; aleshores se li va dedicar un altre carrer.

- També li està dedicat l'institut tècnic per a aparelladors de Chieti, inaugurat primer a la casa Frigerj l'any 1865, després a partir de la dècada del 1930 en una estructura propera, d'estil racionalista.